# التدخل الهندي في الحرب الأهلية السريلانكية
تمثل التدخل الهندي في الحرب الأهلية السريلانكية بنشر قوة حفظ السلام الهندية في سريلانكا. وجاء هذا الانتشار في أعقاب الاتفاق الهندي السريلانكي عام 1987 الذي كان المقصود منه إنهاء الحرب الأهلية السريلانكية بين متشددي التاميل القوميين السريلانكيين بالأخص نمور تحرير تاميل إيلام (إل إل تي إي) والقوات المسلحة السريلانكية.
وكانت النية الأصلية بعدم انخراط القوة الهندية لحفظ السلام في عمليات عسكرية واسعة النطاق. ومع ذلك وبعد بضعة أشهر اشتبكت قوة حفظ السلام الهندية مع نمور تحرير تاميل إيلام في سلسلة من المعارك. وخلال السنتين اللتين نُشرتا فيهما، خاضت قوة حفظ السلام معارك عديدة ضد نمور تحرير تاميل إيلام. وبدأت قوة حفظ السلام عملية الانسحاب عام 1989 وأكملتها عام 1990.

## خلفية
وفقاً لريجول كريم لاسكار-باحث في السياسة الخارجية الهندية- فإن التدخل الهندي في الحرب الأهلية السريلانكية أصبح أمرًا لا مفر منه حيث هددت تلك الحرب الأهلية «وحدة الهند ومصلحتها الوطنية وسلامتها الإقليمية». ووفقاً للإسكار، فإن هذا التهديد جاء بطريقتين: فمن ناحية، يمكن للقوى الخارجية أن تستغل الموقف لإنشاء قواعدها في سريلانكا ما يشكل تهديدًا للهند، ومن ناحية أخرى، فإن حلم حركة نمور تحرير تاميل إيلام بسيادة تاميل إيلام متضمنةً جميع مناطق تاميل المأهولة (سريلانكا والهند) يشكل تهديدًا لسلامة أراضي الهند.
أقامت جماعات نمور تحرير تاميل إيلام وغيرها من جماعات التاميل المتشددة علاقات قوية مع الأحزاب السياسية في جنوب الهند كحركة التاميل الخالصة (بقيادة بيرونكيثيرانار)، ودرافيدار كازاغام (بقيادة ك. فيراماني)، وكونغرس كامراج (بقيادة نيدوماران) خلال أواخر سبعينيات القرن العشرين. أيدت أحزاب التاميل هذه بقوة قضية المتشددين المتمثلة بإنشاء جماعة تاميل إيلام منفصلة داخل سريلانكا. وبعد ذلك، أقامت حركة نمور تحرير تاميل إيلام علاقات مع «م. ج. راماشاندران» و«م. كارونانيدي» اللذين شغلا منصب رئيس وزراء ولاية تاميل نادو خلفًا لبعضهما.
وعلى الرغم من أن سريلانكا كانت عضوًا رئيسيًا في حركة عدم الانحياز في مراحلها الأولى، فإن سياسات حكومة سريلانكا أصبحت موالية للغرب مع انتخاب جوتيوس ريتشارد جيوردين  رئيسًا للوزراء بفوز ساحق في الانتخابات البرلمانية عام 1977. وبعد ذلك، أدخل دستورًا جديدًا إلى سريلانكا واقتصادًا مفتوحًا. تعد سريلانكا أول بلد جنوب آسيوي يعتمد الاقتصاد الحر المفتوح.
وعلاوة على ذلك، فإن الرئيس ج. ر. جيوردين لم يتمتع بنفس العلاقة الدافئة مع رئيسة الوزراء الهندية أنديرا غاندي التي تمتع بها مع والدها، رئيس الوزراء جواهر لال نهرو. قررت الحكومة الهندية دعم الجماعات المتمردة في شمال سريلانكا 1983. وبناء على تعليمات أنديرا غاندي، شرعت المنظمة في تمويل وتسليح وتدريب العديد من جماعات التاميل المتمردة. 

## عملية بوملاي
أخذت الهند بالانخراط أكثر فأكثر في أواخر الثمانينيات، وفي 5 يونيو 1987 أنزلت القوات الجوية الهندية طرود غذائية إلى جفنا أثناء تعرضها للحصار من قبل القوات السريلانكية. وفي الوقت الذي أعلنت فيه الحكومة السريلانكية قربها من هزيمة جبهة نمور تحرير تاميل إيلام، ألقت الهند 25 طنًا من الأغذية والأدوية بالمظلات على المناطق التي تحاصرها جبهة نمور تحرير تاميل إيلام في حركة مباشرة لدعم المتمردين. اتهمت حكومة سريلانكا بأن المساعدات لم تحمل فقط الأغذية والأدوية بل أيضًا الأسلحة. أجريت المفاوضات، وتم التوقيع على اتفاق السلام بين الهند وسريلانكا في 29 يوليو 1987 من قبل رئيس الوزراء الهندي راجيف غاندي والرئيس السريلانكي جيوردين. وبموجب هذا الاتفاق، قدمت الحكومة السريلانكية عددًا من التنازلات لمطالب التاميل بما في ذلك تفويض السلطة إلى مقاطعات سريلانكا، وإدماج المقاطعتين الشمالية والشرقية في المقاطعة الواحدة -رهنًا باستفتاء لاحق-  واعتبار لغة التاميل لغة رسمية (سُنَّ هذا التعديل باعتباره التعديل الثالث عشر لدستور سريلانكا). وافقت الهند على إقامة النظام في الشمال والشرق من خلال قوة أطلق عليها اسم قوة حفظ السلام الهندية (آي بّي كاي إف) والتوقف عن مساعدة متمردي التاميل. ووافقت الجماعات المتشددة بما فيها حركة نمور تحرير تاميل إيلام على تسليم أسلحتها إلى قوة حفظ السلام الهندية التي أشرفت في البداية على وقف إطلاق النار ونزع السلاح بشكل بسيط للجماعات المتشددة.
التوقيع على اتفاق هندو-لانكا بُعيد إعلان الرئيس جيوردين أنه سوف يحارب الهنود حتى الرمق الأخير، وأدى وصول قوة حفظ السلام الهندية بهدف السيطرة على معظم المناطق في شمال البلاد إلى تمكين حكومة سريلانكا من تحويل قواتها إلى الجنوب (في الطائرات الهندية) لإخماد الاحتجاجات. أدى هذا إلى انتفاضة قادها حزب جاناثا فيموكتي بيرامونا في الجنوب والتي قُمعت بشكل دموي على مدى العامين التاليين.